# Vestfjorden
Vestfjorden ([ˈvɛstˌfjœrden] lit. fiordo del oeste) es un fiordo de 155 kilómetros de largo en el condado de Nordland, Noruega.
Aunque se llama fiordo, podría describirse mejor como una bahía abierta de mar de Noruega. El "fiordo" se encuentra entre el archipiélago de Lofoten y el distrito de Salten en la Noruega continental. 
El fiordo Vestfjord fluye desde la zona cercana a la ciudad de Narvik hacia el oeste y el suroeste. La desembocadura del Vestfjord tiene unos 80 kilómetros de ancho, que se extiende aproximadamente desde la ciudad de Bodø, en tierra firme, hasta las islas de Røstlandet y Værøya, al noroeste de Bodø.
El Vestfjord es famoso por su pesca de bacalao, que fue explotada hasta el período medieval temprano. Más recientemente, la invasión invernal de orcas en las partes interiores del Vestfjord se ha convertido en una atracción turística. Los fuertes vientos con mar gruesa no son raros en Vestfjord en invierno.

## Galería

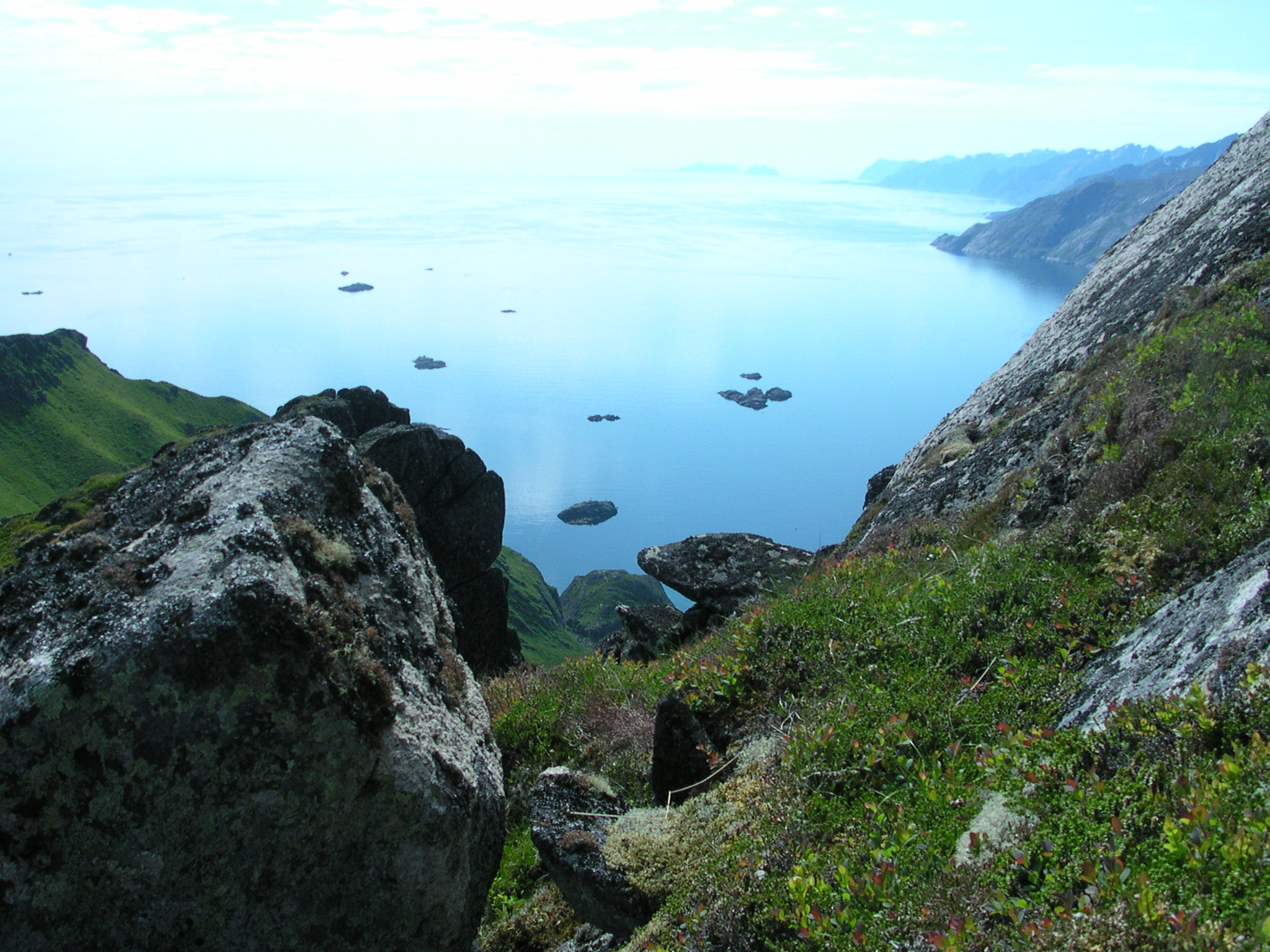
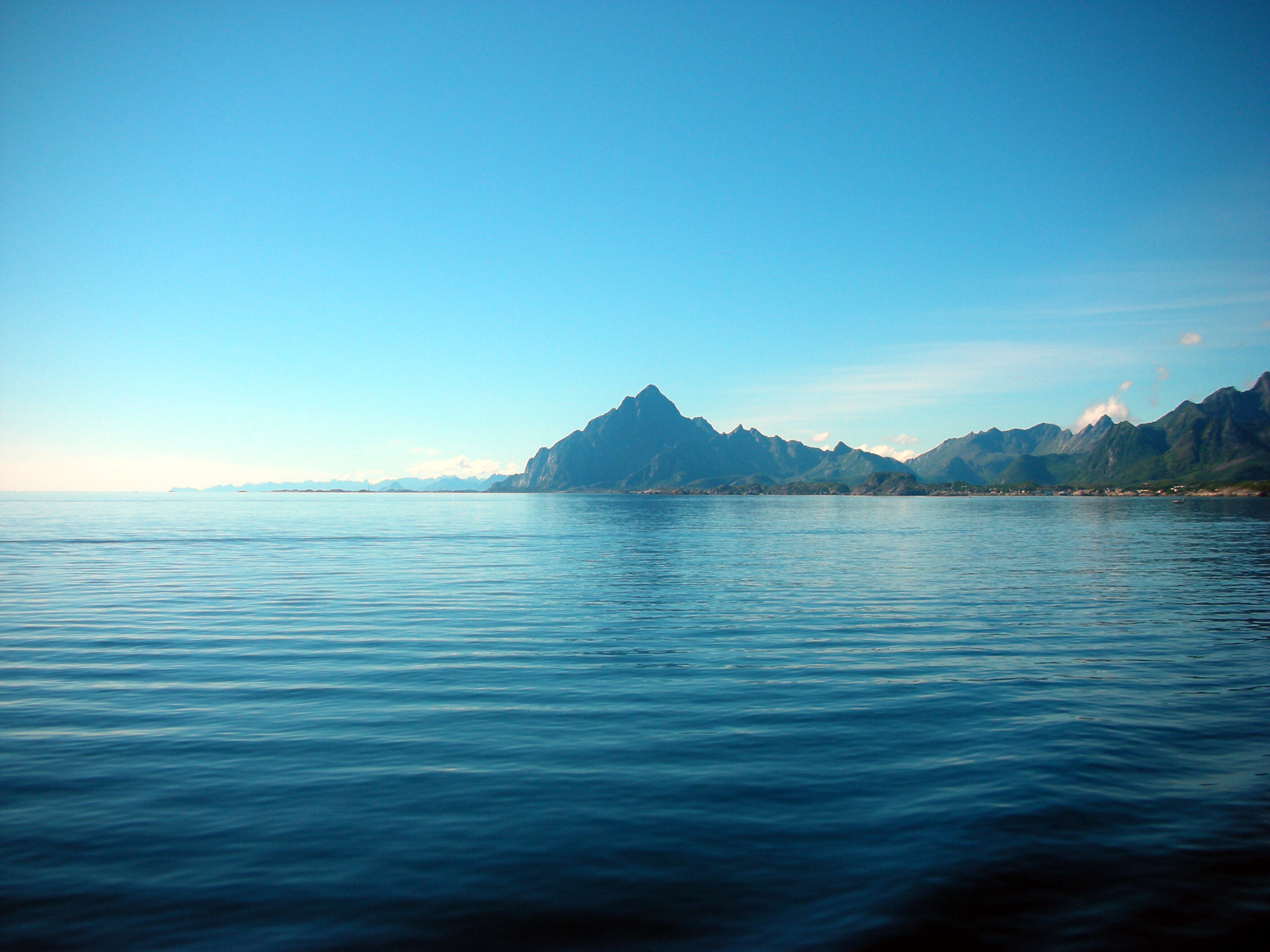
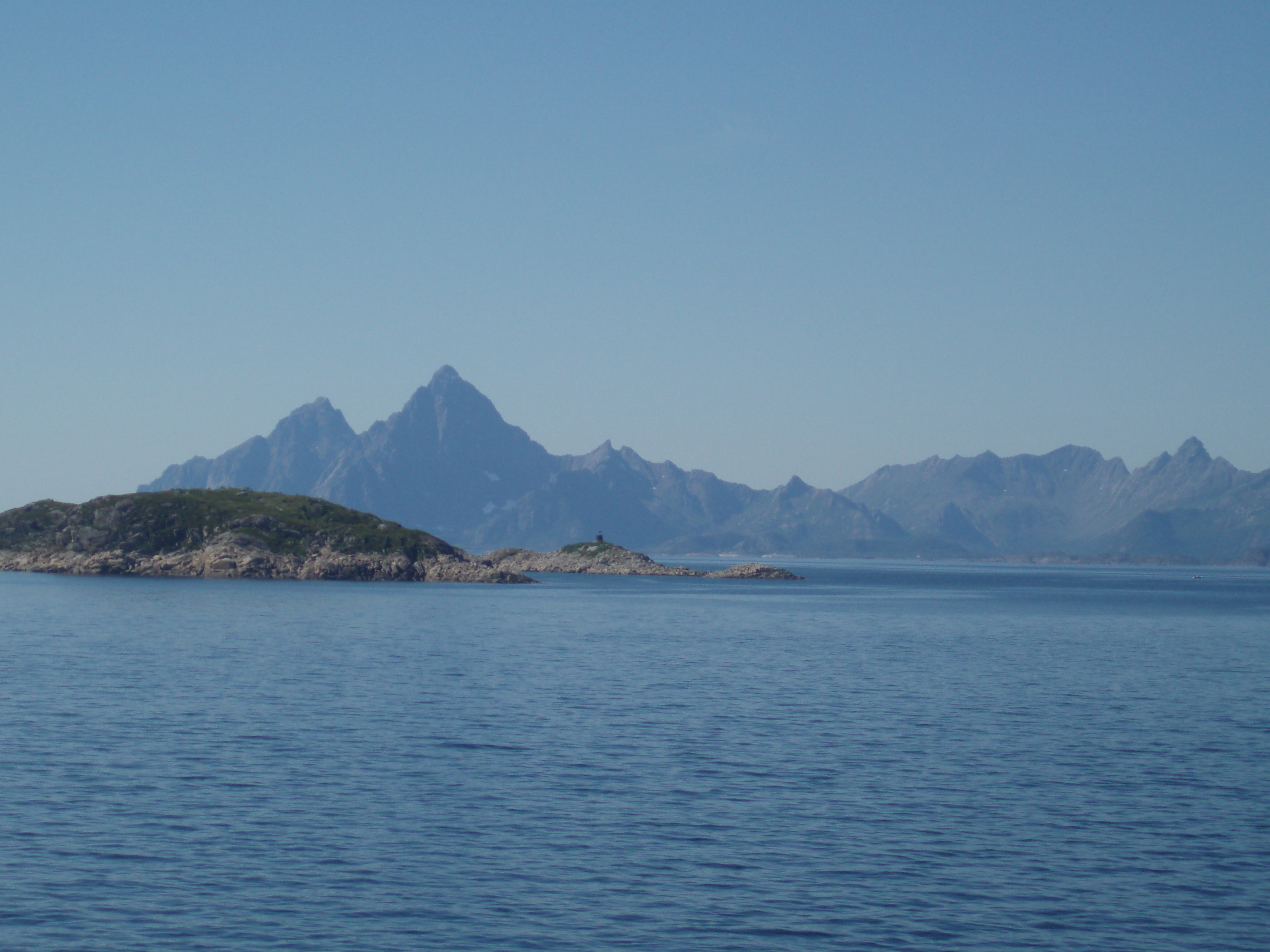
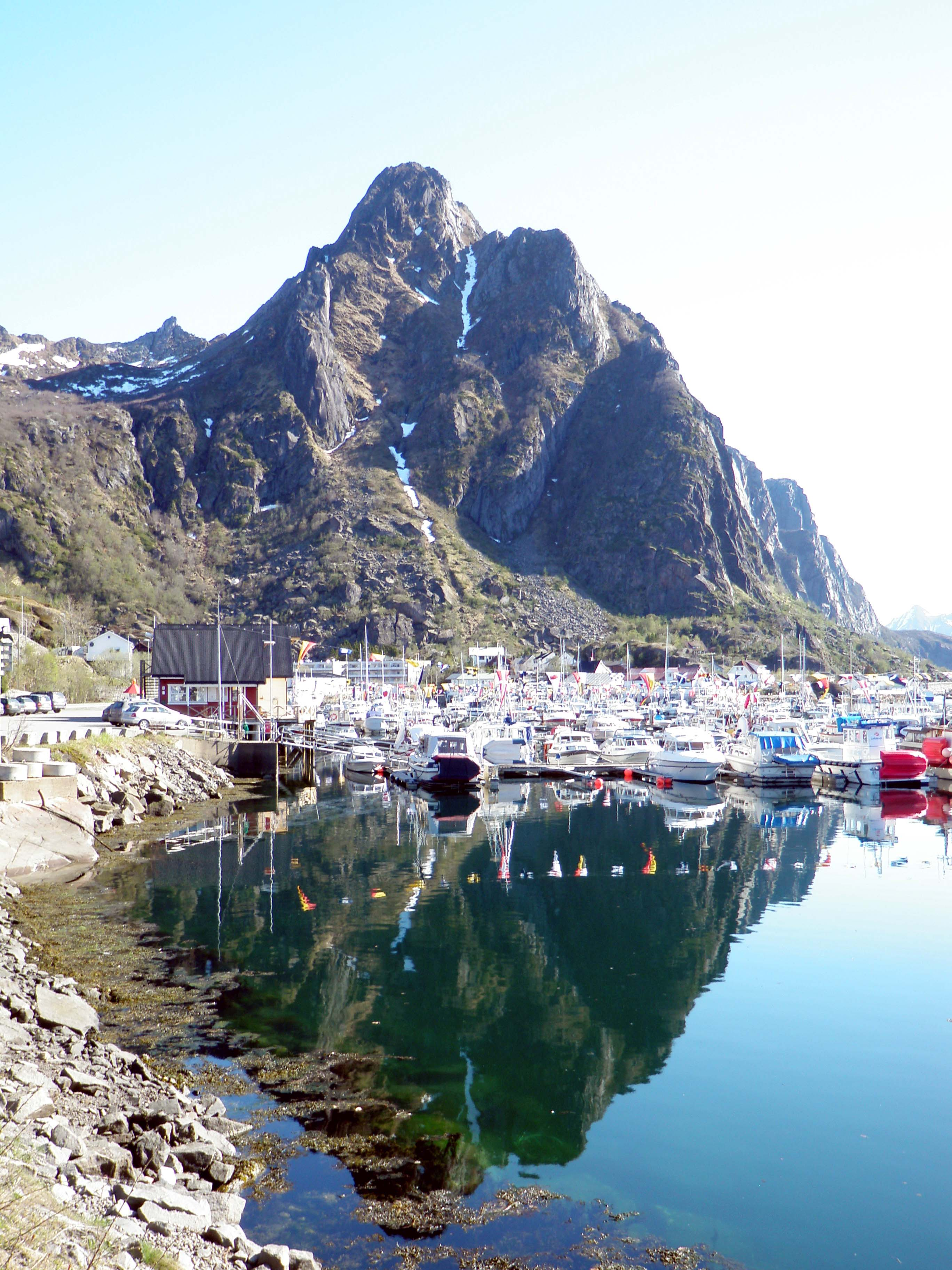
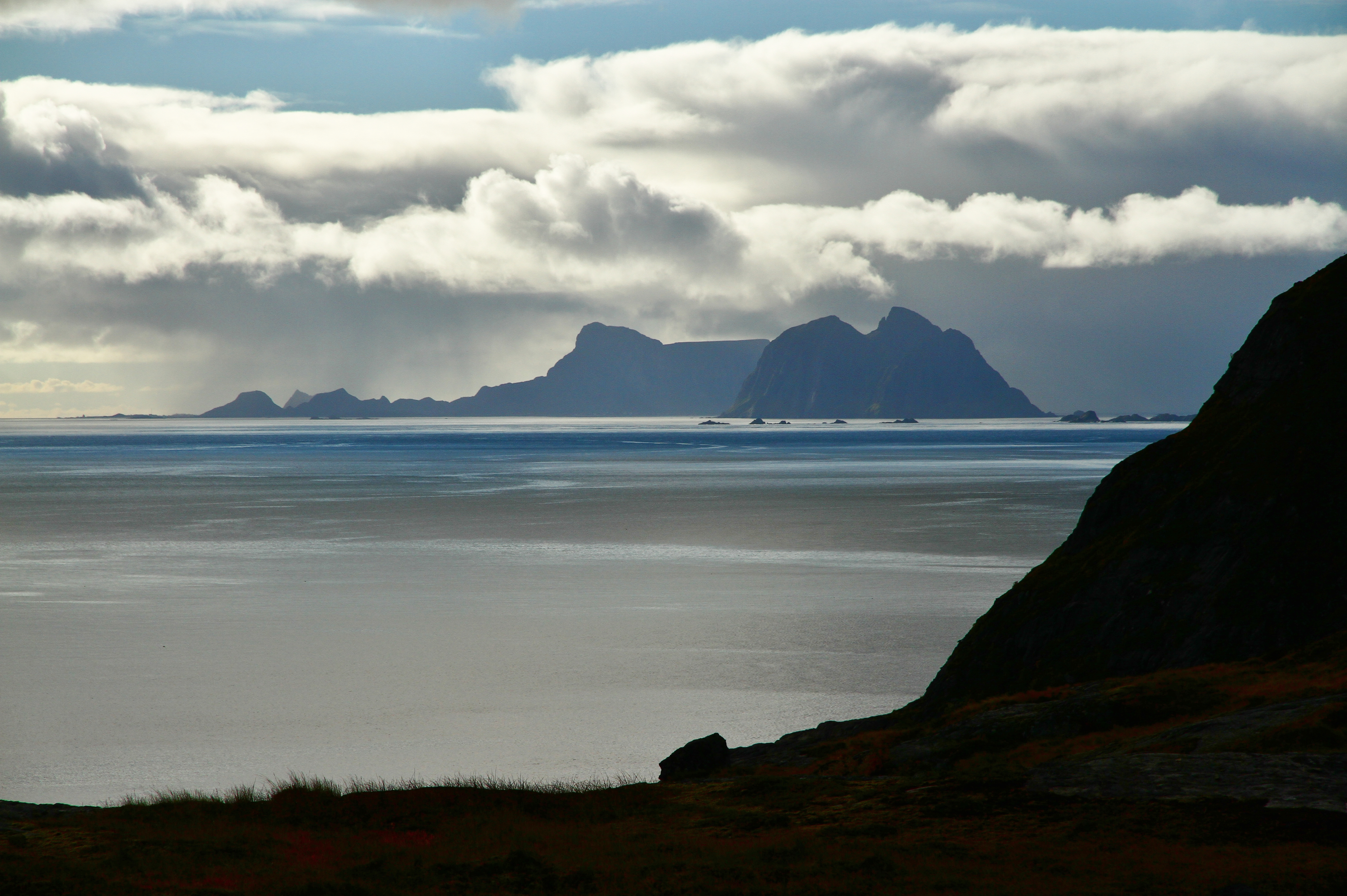